# Lionel Baier
Pour les articles homonymes, voir Baier.
Lionel Baier, né le 13 décembre 1975 à Lausanne, est un réalisateur suisse.

## Biographie

### Enfance et formation
Né à Lausanne en 1975 dans une famille suisse d’origine polonaise, Lionel Baier fait ses classes à l'école Vinet, une école privée de tradition protestante.
Il programme et cogère le Cinéma Rex à Aubonne à partir de 1992. Il obtient sa maturité fédérale (type D, langues modernes) en 1995, puis étudie à la Faculté des Lettres de l’Université de Lausanne (cinéma, français, italien) de 1995 à 1999.

### Carrière cinématographique et télévisuelle
La filmographie de Lionel Baier alterne fictions et documentaires de formats divers.
Entre 1996 et 2000, il est le premier assistant de divers réalisateurs (Jacqueline Veuve et Jean-Stéphane Bron, notamment). Il réalise son premier court-métrage, Mignon à croquer, en 1999, mais c'est son premier long-métrage, Celui au pasteur, un documentaire sur son père réalisé en 2000 et diffusé à la Télévision suisse romande (TSR), qui le fait connaître.
Il tourne ensuite La Parade, un documentaire sur la Gay Pride de 2001 en Valais. Sorti dans les salles en 2002, le documentaire sera également diffusé par la TSR.
Lionel Baier signe en 2004 son premier long métrage de fiction, Garçon stupide. Suivront Comme des voleurs (à l’Est) – premier volet d’une tétralogie qu’il poursuivra avec Les Grandes Ondes (à l’Ouest) – en 2006, puis Un autre homme, en compétition au Festival international du film de Locarno 2008, qui raconte en noir et blanc une relation perverse qui s'établit entre deux critiques de cinéma, 
En mai 2010, Lionel Baier présente une vidéo hommage à l’écrivain Jacques Chessex, réalisée sur téléphone portable. Il avait été approché par l'auteur pour une adaptation cinématographique de son livre Un Juif pour l'exemple, mais finit par renoncer et passer la main au réalisateur Jacob Berger. En août de la même année, Lionel Baier fait partie du Jury International du 63e Festival du film de Locarno. Il y présente un film réalisé avec un téléphone portable, Low Cost.
En 2013, il signe Les Grandes Ondes (à l’Ouest), un road-movie sur la révolution des Œillets,, puis en 2015 La Vanité, une comédie sur le suicide assisté présentée au Festival du film de Locarno, qui reçoit quatre nominations au Prix du cinéma suisse.
En 2018, la TSR diffuse son téléfilm Prénom: Mathieu, consacré à la dernière victime du sadique de Romont.

### Autres activités
Lionel Baier est responsable du Département cinéma de l’École cantonale d'art de Lausanne (ECAL) de 2002 à 2021 ; selon ses propres dires, c'est Pierre Keller qui l'a approché pour reprendre le poste.
Il est également vice-président du Conseil de fondation de la Cinémathèque suisse, membre fondateur, en 2009, de la société de production Bande à part Films, aux côtés d’Ursula Meier, Frédéric Mermoud et Jean-Stéphane Bron et membre du collectif 50/50, qui a pour but de promouvoir l’égalité entre hommes et femmes et la diversité dans le cinéma et l’audiovisuel,.
En 2014, il se voit décerner le Grand Prix de la Fondation vaudoise pour la culture.

### Vie privée
Il est en couple depuis 2009 avec l'acteur Adrien Barazzone, frère de l'homme politique Guillaume Barazzone. Ils se marient en 2023.
Il habite à Lausanne.

## Filmographie

### Cinéma
- 2000 : Celui au Pasteur (ma vision personnelle des choses)
- 2002 : Mon père, c'est un lion
- 2002 : La Parade (notre histoire)
- 2002 : Jour de marché de Jacqueline Veuve (coscénariste)
- 2004 : Garçon stupide
- 2006 : Comme des voleurs (à l'est), en compétition internationale au Festival Cinéma Tout Écran 2006
- 2009 : Un autre homme, en compétition au Festival international du film de Locarno 2008
- 2010 : Low Cost (Claude Jutra)
- 2013 : Les Grandes Ondes (à l'ouest)
- 2015 : La Vanité
- 2022 : La Dérive des continents (au sud)
- 2025 : La Cache

### Télévision
- 2018 : Prénom : Mathieu, téléfilm dans la collection Ondes de choc

## Mises en scène
- 2022 : Foucault en Californie, d'après le livre de Simeon Wade, Théâtre Vidy-Lausanne[20],[21]

## Récompenses et distinctions
- En 2005, il obtient le Prix culturel « Jeunes créateurs » de la Fondation vaudoise pour la promotion et la création artistique et le « Best European Director Prize », au NEFF 2005 de Vitoria-Gasteiz.
- Trophées francophones du cinéma 2014 : Trophée francophone de la réalisation pour Les Grandes Ondes (à l'ouest)